# Oxandra sphaerocarpa
Oxandra sphaerocarpa är en kirimojaväxtart som beskrevs av Robert Elias Fries. Oxandra sphaerocarpa ingår i släktet Oxandra och familjen kirimojaväxter. Inga underarter finns listade i Catalogue of Life.